# Aguas de Lourdes
Las Aguas de Lourdes es una marca de agua mineral alcalina y liteada, mexicana del estado de San Luis Potosí, pero distribuida en todo el país.
El nombre proviene de la ex hacienda La Labor del Río, en Santa María del Río la cual tiene un manantial de agua y en 1937 la compañía Balneario y Manantiales de Lourdes empezó a embotellar y distribuir en la huasteca potosina y el bajío mexicano.

## Composición
Contiene elementos minerales y gas en su propio manantial:
| Elementos               | Proporción en mg |       |
| Bicarbonato de sodio    | 1.74             | 1.74  |
| Bicarbonato de potasio  | 0.28             | 0.28  |
| Bicarbonato de magnesio | 0.18             | 0.18  |
| Bicarbonato de litio    | 0.03             | 0.03  |
| Bicarbonato de calcio   | 0.62             | 0.62  |
| Bicarbonato de fierro   | 0.006            | 0.006 |
| Sulfato de calcio       | 0.62             | 0.62  |
| Cloruro de sodio        | 0.07             | 0.07  |